# 狼穴

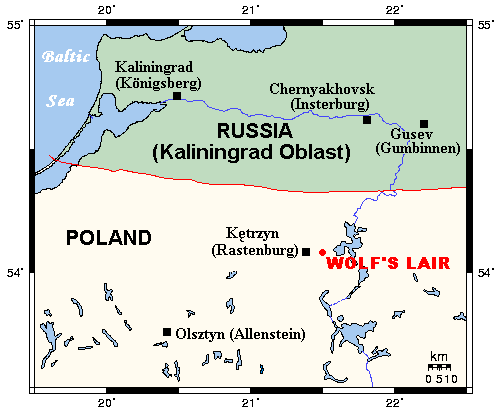
狼穴的位置

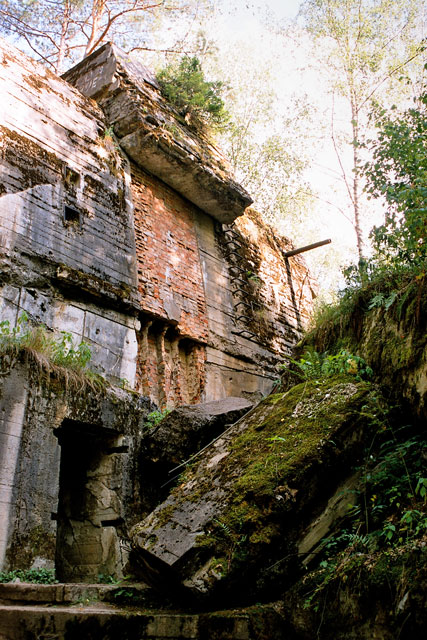
狼穴遗址

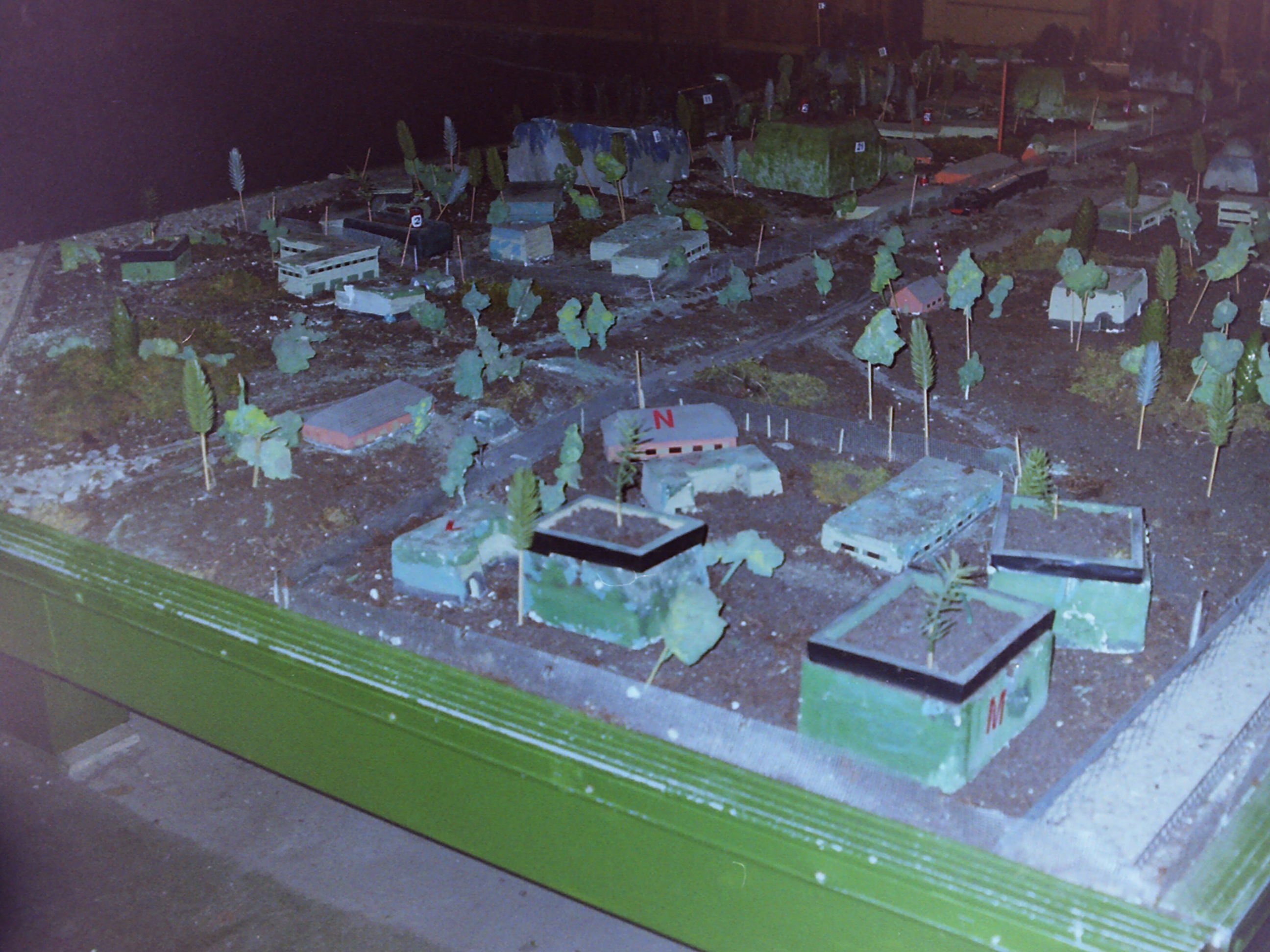
狼穴簡易復原模型

54°04′46″N 21°29′37″E / 54.07944°N 21.49361°E
狼穴（德語：Wolfsschanze）是第二次世界大战時阿道夫·希特勒其中一个军事指挥部的代號，因为希特勒自己使用狼的绰号而得名。狼穴位于当时德国东普鲁士的拉斯滕堡，即现在波兰的肯琴约东15公里斯洛科沃森林區（Srokowo Forest District）处的密林中，为1941年的巴巴罗萨计划而修造，由一系列地堡和碉堡组成，四周有铁丝网围绕。希特勒1941-1944年之間，在這個高度防守的指揮部裏共住了850天，之後才撤退到他在柏林的地堡中。1945年1月25日德军撤退时该指挥部被破坏并摒弃。狼穴的遗址现在成为旅游景点。
另外，狼穴也是7月20日密謀案發生的地點，在二战后期，墨索里尼被德国特种部队救出后，也曾在狼穴与阿道夫·希特勒会面。